# 신돈
신돈(辛旽, 1323년 1월 21일 고려국 경상도 영산 출생 ~ 1371년 8월 21일(음력 1371년 7월 11일)은 고려 말 승려 출신 고려 공민왕 신하이다. 법명은 편조(遍照)로, 돈(旽)은 환속(還俗)하고 나서 바꾼 이름이다. 자(字)는 요공(耀空), 호(號)는 청한거사(淸閑居士)이다. 본관은 영산이다.
경상도 영산현(靈山縣)에서 대족(大族)의 서자로 태어나 승려가 되었고 매골승(埋骨僧)과 떠돌이 승려로서 살았다. 승려로 살면서도 신도를 신분에 따라 차별 대우하지 않아 신도뿐만 아니라 백성에게도 칭송받았고 개경 현화사의 주지가 되었다.
공민왕에게 등용되어 환속 후 1365년(공민왕 14년) 영문하부사(領門下府事)와 감찰사판사(監察司判事)와 서운관판사(書雲觀判事)를 겸직하였다. 전민변정도감을 설치하여 토지를 농민에게 보급하고 양인(良人)이 노비가 된 자들을 석방시켰으며 성균관을 중건(重建)하고 공자를 국사(國師)로 격상시키는 개혁정책을 전개하였다. 그러나 권문세족 반발과 개혁정책에 염증을 느낀 공민왕에게 제거되었다. 그 뒤 1371년 7월 수주(水州)로 유배되었다가 역모를 꾸민다는 익명으로 된 투서(投書) 탓에 참수되었다. 고려국 양광도 수주에서 사형 집행.
급진적인 역성혁명을 추진하던 이성계와 정도전 등은 혁명의 정당성을 위하여 우왕과 창왕을 신돈의 후손이라고 주장하였다. 이는 결국 고려 우왕을 처형시키는데 명분으로 사용(폐가립진)됐으나, 현재 학계에선 신진사대부세력들의 고려왕조를 장악하기 위한 날조사건이라 추정한다.

## 생애

### 생애 초반
1323년 신돈은 경상도 영산현(靈山縣) 사람으로 증문하좌정승(贈門下左政丞) 도첨의(都僉議)에 추증(追贈)된 아버지 신원경(辛原慶)과, 계성현(桂城縣) 옥천사(玉川寺)의 사비(寺婢)인 어머니 박씨 아들로 태어났다. 생일은 모른다. 어려서 승려가 되어 각지를 방랑하였다. 아버지는 신원경이라는 설과 신예(辛裔)라는 설이 있는데 이 두 사람은 영산(靈山)에 사는 성(姓)이 신씨(辛氏) 부호(富豪)였으나 어머니는 옥천사(玉泉寺)의 비녀(婢女)였고 신돈은 후에 역모로 몰려 죽어서 신돈의 가계는 불명확하나 영산 신씨 대가의 서자라는 정보만 전래됐고 문중에서는 1980년 대까지만 해도 신돈에 대한 언급을 기피하였다. 신돈의 가문은 영산현의 유력한 가문이자 권신 이인임 가문과 사돈 사이였지만, 신돈은 노비에게서 태어난 서자였기에 불당(佛堂)에서 자라다가 어린 나이에 출가하여 그대로 승려가 되었다.
그는 어려서 승려가 되었지만 모계(母系) 탓에 신분상으로 천한 처지에 있어 주위에 용납받지 못하고 늘 산방(山房)에 거처하다 떠돌이 승려가 되었다.

### 승려 생활

#### 매골승 생활과 방랑
그러나 신돈은 매골승(埋骨僧)으로서 살아남았다. 신돈은 불당을 찾는 신도를 신분에 따라 차별하지 않아서 신자들이 감동했다.
신돈은 평소 마른 몸매에 눈빛이 반짝거렸고 사철 누더기 옷을 입고서 살았다. 여자들은 신돈을 신승(神僧)이나 문수보살의 화신인 문수 후신(文殊 後神)이라고 찬미했고 백성과 노비들은 성인이 오셨다고 찬양했다. 한 번은 염씨(廉氏) 대가(大家)에 갔다가 역사책인 『고려비기』(高麗祕記)를 몰래 가져왔는데 어려서부터 학습할 기회가 없었던 신돈은 그 책을 탐독하면서 역사에 관계된 지식을 습득했다.
영산현 출신 승려였던 신돈은 당시 생불(生佛)이라는 소문이 있었고 그 소문을 들은 공민왕은 영산현까지 직접 내려가 신돈과 만나 대담하였으며, 신돈을 개경으로 불러들여 시국을 논한 공민왕은 신돈의 달변에 매료되었다. 이후 떠돌이 생활을 마감하고 개경의 현화사 주지로서 부임하였다.

#### 왕사 시절

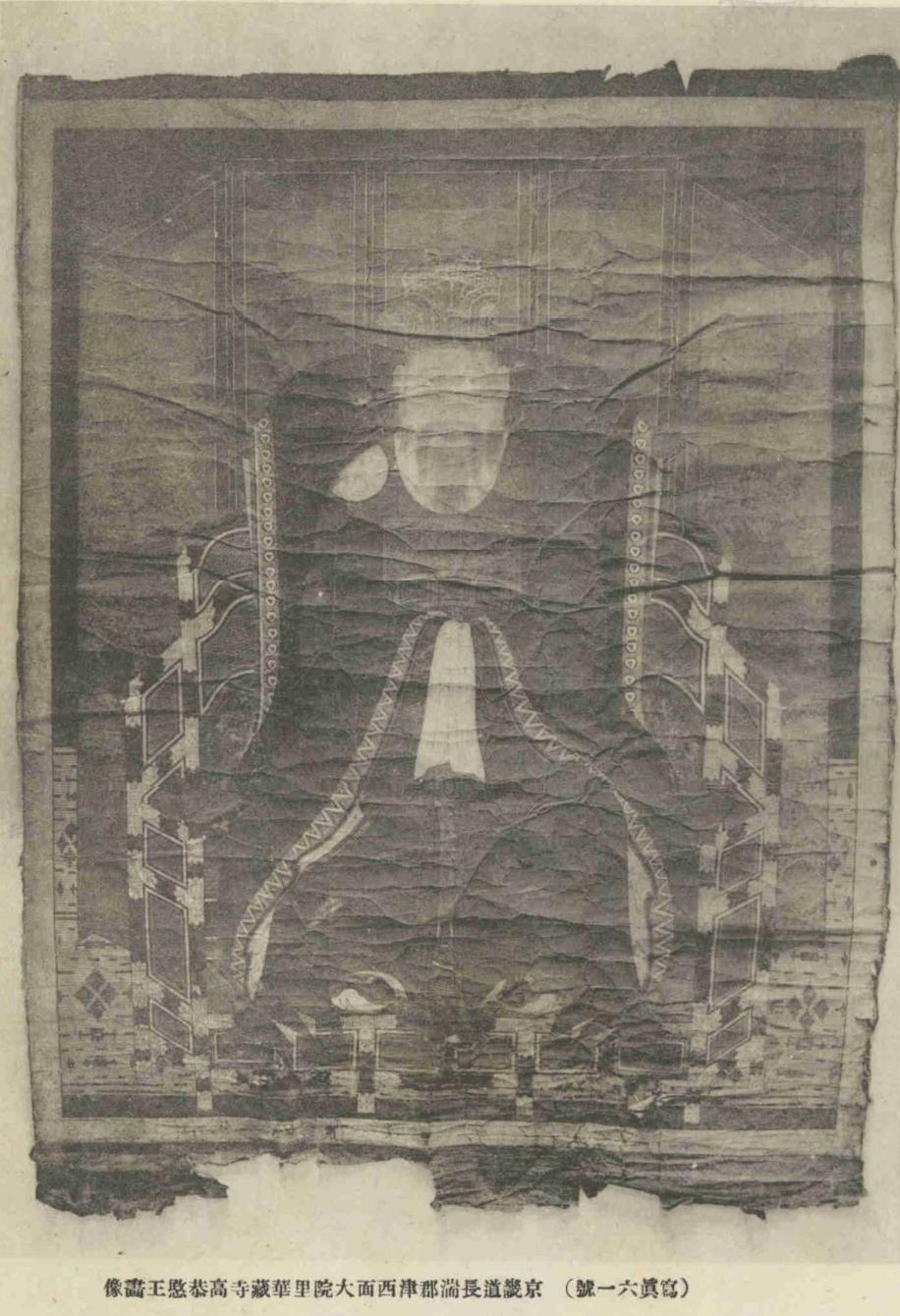
공민왕

1354년(공민왕 3년) 공민왕은 신돈을 왕사(王師)로 임명했으나 노비의 아들이었던 그의 신분을 문제 삼은 권문세족이 반발한 탓에 입궐할 수 없었다.
1358년(공민왕 7년) 공민왕의 개혁을 주도하던 이제현이 사직을 청원하고 관직에서 물러난 상태였고 공민왕은 왕사 보우를 이용해 불교에 심취해 있었다. 이 때 신돈은 공민왕의 측근인 김원명(金元命)의 소개로 정식으로 개경 왕궁에 출입하면서 공민왕과 만나다가 궁중에 드나들기 시작하였다. 이때 공민왕은 전일 어떤 사람이 칼을 빼들고 자신을 찌르려고 할 때 어떤 승려가 다가 와 구해 주는 꿈을 꾸었는데 다음날 마침 김원명이 신돈을 데려와 인사시켰다. 신돈은 총명하여 공민왕에게 중망(重望)받았고 공민왕 자신이 불교를 독실하게 신봉하여 불교에 관련한 일로 신돈을 자주 입궐시킬 수 있었으나 신돈의 명성과 특이한 성격과 낡은 사회질서에 구애받지 않는 태도에 대한 반발과 의구심과 편견이 심한 한편으로 “나라를 어지럽힐 자는 필히 이 중놈이리라!”라는 근거 없는 비산(誹訕)도 있었고 무장인 정세운은 요승(妖僧)이라 하여 신돈을 살해하려고 시도하여 공민왕이 그를 직접 피신시키기도 하였다. 공민왕은 신돈을 이용하여 개혁정책을 강력하게 추진하려고 생각하고 있었다.
김용(金鏞)의 계략으로 정세운을 위시한 공민왕의 많은 측근이 정계에서 사라졌을 때 신돈은 또다시 부름을 받고 입궐하여 공민왕의 개혁정책을 주도한다. 1364년 두타승(頭陀僧)이 되어 공민왕을 내알(來謁)하고 비로소 궁에 들어와 살게 되었다. 이어 공민왕으로부터 왕사에 임명되고서 호 청한거사를 받고 궁궐에 출입하였다. 공민왕이 신돈에게 국정을 자문받아 따르지 않는 바가 없었고 그로 말미암아 많은 추종자가 갑자기 생겼다.

#### 집권
이후 김원명의 추천으로 공민왕에게 신임받아 사부(師傅)가 되어 국정을 맡았다. 공민왕은 신돈을 환속시키려 하였으나 그는 사양하였다. "소승은 세상을 복되고 이롭게 할 뜻이 있습니다. 비록 권문세족들이 참언이나 방해하더라도 저를 믿어 주어야합니다." 공민왕은, "스승은 과인을 구하고 과인은 스승을 구하여 사생을 두고 맹서하오. 이것으로 남의 말에 미혹(迷惑)되지 않겠노라 불타(佛陀)와 하늘에 증명하노라."라고 언약한다.
신돈은 그 어머니가 절의 노비, 그 자신은 서자 출신 승려로서 권문세족과 거리가 먼 사람이었다. 신돈은 공민왕의 국정 자문역을 하면서 이인복, 최영, 이구수(李龜壽)를 밀어내고 1365년에 정계에서 핵심 세력으로 부상한다. 공민왕은 개혁정책을 추진하려고 신돈을 기용했다. 공민왕은 신돈이 여타 신하와 달리 파당에 속해 있지 않을 뿐만 아니라 사리사욕이 없다는 점을 높게 평가하여 신돈을 전면에 내세우고 적극적인 개혁정책을 시행한다.
1365년 2월 만삭의 몸이던 왕비 노국대장공주는 산고(産苦)를 이기지 못하고 죽었다. 노국대장공주의 사망은 계속되던 전란에 지친 공민왕을 절망감에 사로잡히게 하였다. 실의에 빠진 공민왕은 왕사인 신돈에게 정권을 내맡겨 조신(朝臣)들을 견제하게끔 하고서 공민왕 자신은 불사(佛事)에 전념하였다. 이렇게 되자 신돈의 힘이 막강해졌다.

### 환속과 개혁

#### 집권 초기
1365년(공민왕 14) 7월 봉작(封爵)인 진평후(眞平侯)를 받고 수정이순논도섭리보세공신(守正履順論道燮理保世功臣) 벽상삼한삼중대광(壁上三韓三重大匡) 영도첨의사사(領都僉議使司) 판감찰사사(判監察司事) 취성부원군(鷲城府院君) 제조승록사사(提調僧錄司事) 겸판서운관사(兼判書雲觀使)에 임명되어 정치개혁을 단행하였다. 신돈은 정치 개혁을 통하여 고려 내부의 혼탁한 사회 폐단을 타개하고 질서를 확립하고자 하였다. 이에 따라 신돈은 인사권을 위시해 내외 모든 권력을 장악한후 승복을 벗고 환속하여 속명(俗名)으로 돈(旽)을 사용하였다. 그리고 강력한 개혁정책을 추진한다.
역사책인 『고려비기』(高麗祕記)를 탐독했고 『유본천부경』의 저자이기도 했던 신돈은 공자를 천하 만세의 스승이라 선언하고 공자를 불타와 함께 국사(國師)로 존숭케 하였다. 1367년 공민왕에게 명령받아 성균관을 중건, 개축, 보수하였으며, 신진사대부의 지도자인 이색을 적극추천하여 성균관 대사성으로 발탁되게 힘썼다.
신돈은 유탁(柳濯), 이색과 함께 성균관 옛터에서 중건을 선언하고 공사에 착수하였으나 비용과 재원 조달에 난항을 겪자 주변에서는 '옛 규모만 조금 못하게 하면 일이 쉽게 될 듯하다'라고 하였으나 성균관 복원에 적극으로 참여했던 신돈은 "공자는 천하 만세의 스승인데 어찌 사소한 비용을 절약하느라고 전대(前代) 규모보다 줄이겠습니까?"라며 이 사람들의 반발과 스스로 나서서 일하지 않으려는 태도를 물리치고 공사를 강행하나 신돈은 이제현의 영향력하에 있던 권문세족과 척신(戚臣) 세력을 제어하였으나 신돈은 성리학의 이념을 부정하지는 않았고 개혁 성향이 강한 신진 유학자인 이색, 정몽주, 정도전이 진출하게끔 후원하여 이 사람들이 성균관을 근거로 삼아 관직에 진출할 길을 열어 주었다.

#### 사람에 관한 쇄신
공민왕에게 후원받은 신돈이 일련의 개혁정책으로써 영향력을 확대하자 권문세족들의 반발은 극심했다. 그 결과 오인택(吳仁澤), 조희고(趙希古), 김원명(金元命)을 위시해 많은 공신이 유배되었고 그 사람들의 가족은 노비로 편입되었다.
기득권 세력을 견제하려는 사람에 관한 쇄신은 신돈이 집권한 지 30일 만에 친훈(親勳)과 명망 있는 사람을 파면시켜 내쫓으면서 시작되었다. 이때 재상과 대간(臺諫)이 모두 신돈의 입에서 나왔다는 기록은 이런 사정을 웅변한다. 신돈은 관리를 승진시킬 때 근무연한을 고려하는 순자격식(循資格式)을 실시하기도 하였는데 이것은 권세가의 자제들이 남보다 빨리 승진하는 폐단을 막으려는 시도였다. 그리고 신돈은 현량(賢良)의 등용을 강조하면서 개혁 세력을 양성하려고 애썼다. 신돈이 전선(銓選)하면서 현량을 천거한다고 자칭하였으나 제목(除目)이 발표되고 보니 천거된 사람들이 모두 평소에 신돈이 마음에 둔 사람이었다는 기록이 이런 사실을 보여준다. 신돈이 천거한 현량은 대부분 유교 소양을 갖춘 인재들이었다.

#### 전민변정도감과 노비 석방
신돈이 가장 중점을 두고 실시하려 한 개혁정책은 노비와 토지개혁이었다. 이것은 권문세족들의 경제력을 약화시키려는 정책이자 민간경제를 활성화시킬 유일책이었다. 또한 그것은 결과로 권문세족의 힘을 약화시키고 왕권을 강화시키는 일이기도 하였다. 이런 신돈의 개혁정책은 전민변정도감의 설치로 구체화한다.
1366년 5월 신돈이 토지개혁을 주관하는 관청인 전민변정도감을 설치하여 부당하게 겸병당한 토지를 원주인에게 되돌려주고 강압 탓에 노비로 전락한 사람들을 양민으로 되돌아가게 하였다. 이는 '전(田)'과 '민(民)', 즉 토지와 백성의 소속을 바로잡는 관청으로서 신돈은 그 총책임을 맡아 농장주들이 불법으로 빼앗은 토지와 노비를 원주인에게 되돌려주고 강제로 노비가 된 사람을 본래 신분으로 되돌려주었다. 신돈은 민중으로부터 성인으로 칭송받았다.
1367년 말 신돈은 신라 말기 고승 도선의 저서 『도선비기』(道詵祕記)를 근거로 하여 공민왕에게 다른 지역으로 천도하자고 건의하고 서경을 길한 곳으로 택하여 스스로 서경에 가서 상지(相地)까지 하였지만 개경에 경제 기반을 둔 귀족들이 반대하여 실현되지는 않았다. 이어 신돈은 전민변정도감을 이용해 부호들이 권세를 악용해 강탈한 토지를 각 소유자에게 돌려주고 권문세족이 불법으로 점유한 농지를 실제로 농사짓는 농민에게 되돌려주는 일을 계속하였으며, 광종 이후 폐지된 노비안검법을 부활시켜 억울하게 노비가 된 사람들과 생계 문제 탓에 노비를 자청한 사람들을 해방시켰고 부당하게 권문세족이 착복한 돈을 회수하는 등 국가 재정을 잘 관리하여 민심을 얻었다.
이에 따라 노비에서 해방된 사람들은 "성인(聖人)이 나타났다"라고 찬양했는데 노비와 토지를 잃은 권문세족과 귀족을 위시한 양반 계층은 "중놈이 나라를 망치고 있다!"라고 비방하였다.

#### 권력의 확대
신돈의 힘이 날로 기세를 떨치자 공민왕의 모후(母后) 명덕태후(공원왕후) 홍씨를 비롯한 왕실 세력과 문신들의 우려가 높아갔지만 신돈을 향한 공민왕의 신뢰는 여전하여 오히려 그 비판 세력들이 제거당했다. 그래서 1370년 명나라 태조 주원장이 보낸 친서에서 공민왕을 고려 국왕이라 칭하고 신돈을 상국으로 부를 만큼 신돈의 위세는 공민왕 못지않게 대단해졌다. 그러나 신돈의 세력 확대는 공민왕에게도 부담스러워지기 시작하였다. 권문세족들을 견제하고자 내세운 신돈의 세력이 왕권을 능가하기에 이르렀다.

#### 권문세족의 반발

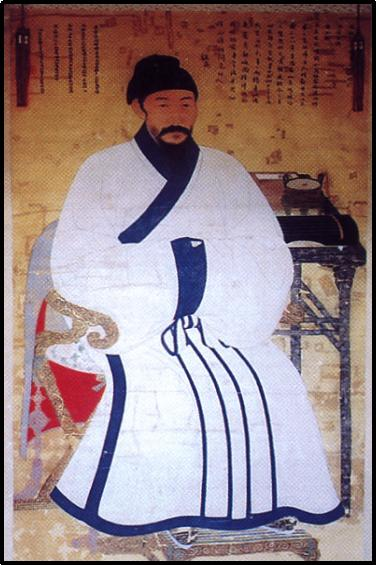
이제현

이제현은 관상을 볼 줄 알았는데 그 사람은 공민왕에게 여러 번 참소(讒訴)하면서 '신돈의 골상(骨相)은 옛날 흉인(凶人)의 골상과 같아 후환이 있을 듯하다'라고 '공민왕에게 신돈을 가까이하지 말 것'을 여러 번 요청하였다. 1366년 간관 정추(鄭樞)와 경주 사람 이존오(李存吾)는 신돈을 탄핵하였다가 도리어 공민왕에게 폄축(貶逐)당하기도 하였으나 공민왕의 각별한 신임을 확인한 권문세족들은 신돈을 계속 공격한다.
1367년 10월 오인택(吳仁澤)·경천흥(慶千興)과 신돈을 공민왕에게 소개하고 추천했던 김원명까지 가세하여 신돈을 제거하려고 비밀리에 모의하다가 발각되어 파직당하고 장류(杖流)당하였다. 1368년 10월에는 김정(金精)·김흥조(金興祖)·김제안(金齊顔)이 신돈을 살해하려고 모의하다가 계획이 사전에 누설되어 장류(杖流)되던 도중 모두 살해되었다.
또한 기존 승려들이나 귀족 출신 승려들도 신돈을 안 좋게 보고 폄하하였다. 명덕태후의 친척이기도 한 보우는 신돈을 권력에 맛을 들인 사승(邪僧)으로 지목하여 비난하기도 했다.

### 축첩과 권력을 남용한 의혹
신돈은 환속한 뒤에 한동안 기현(寄顯)의 집에 기거하였고 그 뒤 1367년 사택(舍宅)을 얻어 독립하면서 타락한 모습을 드러내보였다. 많은 첩을 거느려 아이를 얻는가 하면 주색에 빠져 드는 일이 잦아 조신(朝臣)들이 비판할 빌미를 제공했다.

### 생애 후반

#### 몰락
그러나 이상과 목적을 급하게 실현하려는 개혁은 권문세족들과 귀족들을 위시한 상층 계급의 맹렬한 반감을 사기 마련이다. 권문세족들은 신돈이 간통했다, 왕 앞에서 무례하게 행동했다라고 하면서 신돈을 지속적으로 공격했다. 신돈의 집이 일곱 채이며 뇌물을 받았다는 등 부정축재 문제를 거론하기도 했다. 그리고 권문세족들과 귀족들을 위시한 상층 계급은 승려인 신돈이 여자를 가까이 하고 음란하다면서 맹공격하였다. 신돈을 암살하려는 자객이 두 번 신돈의 집 담장을 넘다가 실패하기도 했다.
1367년 영록대부집현전대학사(榮祿大夫集賢殿大學士)에 올라 권문세족들과 귀족들의 세력 기반을 무너뜨리고 자신의 친위 세력을 형성하려 하였으나 이는 평소 개혁에 염증을 느끼던 공민왕에게 공포심과 의구심을 심어 주게 되었고 1369년(공민왕 18) 풍수지리설을 주장하면서 개경에서 충주로 천도할 계획을 건의하였으나 경제 기반을 개경에 둔 권문세족들과 귀족들이 결사반대하여 무산되었다. 1369년 초 신돈은 스스로 오도도사심관(五道都事審官)이 되려고 사심관제도(事審官制度)를 부활시키려 했으나 공민왕과 권문세족들의 반대로 무산되었다. 이때부터 공민왕과 사이가 벌어지게 되었고 공민왕은 마침내 1370년 10월 친정(親政)할 뜻을 밝히기에 이른다. 하지만 이미 과도하게 성장한 신돈의 세력은 공민왕의 친정에 큰 걸림돌이 되었다.

#### 유배와 죽음
1369년(공민왕 18) 7월, 공민왕이 신돈을 부담스러워하는 사실을 알게 된 선부(選部) 의랑(議郞)인 이인(李韌)은 한림거사(寒林居士)라고 이름을 속이고 신돈이 반역을 꾀한다고 거짓으로 꾸민 글을 써 재상 김속명(金續命)의 집에 몰래 보냈다. 김속명은 이를 공민왕에게 보고했고 신돈은 곧 공민왕을 살해하려는 역모 고변에 휘말려, 수원부(水原府)에 깊숙이 갇혀 있다가 2년 만인 1371년(공민왕 20) 7월 기현(寄顯)·이춘부(李春富)·이운목(李云牧)과 함께 사형장에서 목이 잘려 죽었다. 향년 49세였다.

### 사후
그 밖에 신돈 일파도 모두 유배되거나 처형되었다. 신돈이 사형당할 때 신돈의 두 살 난 아들과 가까운 친척이었던 판도판서(版圖判書)로서 기해격주홍적일등공신(己亥擊走紅賊一等功臣)인 신순 가문도 모두 처형당하고 가산은 몰수당한다. 신순 집안은 재력가였는데 신돈의 이복동생인 강을성(姜乙成)이 금을 판도사(版圖司)에 납품하고 아직 값을 받기 전에 처형당하자 지윤(池奫)이 강을성의 아내를 자기의 첩으로 삼고 강을성이 판도사에 납품한 금값인 포목(布木) 일천오백 필을 모두 차지했으며, 지윤은 신순이 처형되자 자신의 아들인 지익겸(池益謙)을 신순의 딸과 혼인시켜 국가에 몰수된 신순의 집과 재산을 차지하였다.
신돈 사후 조선왕조 오백 년간 우왕과 창왕은 신돈의 후손이라는 설이 퍼졌다. 이는 공민왕의 후궁이자 우왕의 생모인 반야가 신돈의 시비(侍婢) 출신인 사실을 근거로 하였으며, 조선의 개국을 합리화시키려고 성리학자들이 날조하였다. 우왕과 창왕의 신돈 후손설은 조광조가 비판한 후 송시열이 재비판하였다. 그 뒤 1910년 대한제국이 멸망한 이후에는 신돈 후손설은 조선의 성리학자들이 조작한 설로 인정되었다. 신돈의 후손이라는 의혹이 나타날 것을 염려했던 공민왕은 아들 모니노(우왕)를 반야의 아들이 아닌 이미 죽은 궁인 한씨의 아들로 발표하기도 했다.
이후 신돈은 이후 개혁주의자로 인식되기보다는 왕위를 찬탈한 반역자나 국정을 문란케 한 간신으로 인식되어 왔다. 이는 우왕과 창왕을 신돈의 후손으로 인식시켜 조선조의 성립을 합리화하려 했던 조선 개국 세력의 역사 왜곡 작업에서 비롯된 일이다. 유교가 국가 이념이었던 조선시대 내내 보우와 함께 전형이 될 만한 요승으로 매도당하고 비판받아 왔다. 1970년대 이후 신돈을 다룬 재평가 여론이 대두하기 시작했다.

## 저서
- 『유본천부경』

## 가족 관계
- 아버지 : 신원경(辛原慶)
- 어머니 : 옥령사(玉靈寺)의 비녀(婢女)
- 이복동생 : 강을성(姜乙成)

## 신돈이 등장하는 작품
- 《개국》(KBS, 1983년 배우:백찬기)
- 《신돈》(MBC, 2005년 ~ 2006년 배우:손창민, 김경환)
- 《대풍수》(SBS, 2012년 ~ 2013년 배우:유하준)

### 연극
- 《공민왕비사, 파몽기》(2001년, 배우:최원석)

## 사상적 측면

### 토지와 노비관
토지와 노비에 대한 개혁정책을 펼쳤다. 신돈은 신분 차별과 남녀 차별이 없는 사회를 지향한 개혁가였다. 1366년 5월에는 전민변정도감을 설치하여 부당하게 겸병당한 토지를 원주인에게 되돌려주고 강압당한 탓에 노비로 전락한 사람들을 양민으로 환원하였다. 이는 흡사 광종 대의 노비안검법 실시에 필적하는 이상이나 목적을 급하게 실현하려는 조치였다. 신돈은 노비 제도가 부당하다고 판단하였으나 노비 제도 자체를 부정하지는 못하였다. 토지는 농사짓는 사람에게 분배되어야 한다고 굳게 믿었다.

### 사상의 자유
신돈은 승려였으나 유교를 배척하지 않았다. 오히려 신돈은 1367년에는 숭문관(崇文館) 옛터에 성균관을 중건하고 "공자는 천하 만세의 스승이다"라면서 유학의 발전을 적극적으로 추진하기도 했다. 또한 도교 사상에도 마음이 끌려 주의를 기울였다. 같은 해에는 도선비기를 근거로 천도를 건의하고 평양의 지세를 직접 살피기까지 하였으나 이 일은 성사되지 않았다. 승려이면서도 도교와 유교 사상을 인정하고 받아들였다.

### 비교 의식
주육(酒肉)과 우바이(優婆夷)를 가까이하고 궁극에 도달하는 실재(實在)와 중간에 매개를 이용하지 않고 직결되고 정신을 대상으로 일치하는 체험을 중시하는 종교 의식을 행하면서 불타(佛陀)가 깨우친 진리를 바른대로 말하여 은밀하게 표출시킨 대승불교를 수행한 승려이기도 했다. 승려인데도 불타 외에도 유교의 비조(鼻祖)인 공자를 천하 만세의 스승이라면서 존경하기도 했다.

## 평가와 비판
전민변정도감을 이용하여 많은 양민이 노비에서 환원되었고 권세가들이 부당하게 강탈당한 토지의 상당 부분이 원주인에게 되돌아가거나 국가에 귀속되어 고려는 경제상 안정을 도모할 기반을 구축하였다. 또한 성균관을 중영하여 유학자들이 대거 배출됨으로써 조선 개국에 중추적인 역할을 하게 되는 신진사대부층의 성장을 촉진케 하였다.
주요 사료들에서 신돈은 “나라를 망친 요승(妖僧)”으로 묘사되어 있으나 일부에서는 멸망한 고려의 인물을 조선의 기록자들이 업적을 왜곡하여 생긴 오류이며 부패하고 타락한 인물이 아니라고 주장하기도 한다. 그러나 현재까지 무엇이 정확한 주장인지는 오리무중(五里霧中)이다. 사대부들은 신돈을 요승이라고 비난했다. 여인들과 하층민들은 신분 차별하지 않고 사람을 대하는 신돈을 가리켜 신승(神僧)이나 문수보살(文殊菩薩)의 화신(化身)인 문수 후신(文數 後身)이라며 존경하고 숭배했다.
대체로 신돈의 정치개혁은 공민왕에게 지지받았으나 후대 공민왕이 아내인 노국대장공주가 죽어서 정신이 온전하지 못한 상태에 이르자 신돈을 부담 요소로 파악했다. 공민왕은 노국대장공주을 추모하고자 묘역과 사당을 크게 지으려고 하였는데 신돈이 반대하여 배신감을 느꼈다.

## 기타
공민왕은 아들 모니노(牟尼奴, 후일의 우왕)가 신돈의 시비(侍婢)인 반야의 아들이라는 점 탓에 나타날 정통성 관련 논란을 예견, 이미 죽은 궁인 한씨의 아들이라 하였는데 사후 이성계 일파가 우왕이 신돈의 후손이라고 날조하여 주장하면서 이를 고려 멸망과 조선 건국을 정당화하는 근거로 삼았으나 우왕이 신돈의 아들인지는 아직도 불확실하다.
그러나 그에 대한 비판 중 승려였던 신돈이 성 추문 의혹을 일으키고 아들까지 두었던 점이 지적되나 이것마저도 유교에서 치국의 도를 구하는 고려에서 신돈이 도덕에 적합한 결백이 요구되는 승려였기 때문에 지워진 부담이라는 점을 대충 보아 넘겨서는 안 된다.는 시각도 있다.

### 반야와 관계
우왕은 어린 시절을 신돈의 집에서 보내야 했다. 공민왕은 원래 자식이 없어 고민하였는데 신돈이 자신의 여종인 반야를 바쳐 아이를 얻으라고 권유하였다. 이에 공민왕은 반야와 동침했고 얼마 뒤에 반야는 임신하였다. 반야가 만삭이 되자 신돈은 자신의 친구인 승려 능우(能禑)의 어머니에게 반야를 맡겼다. 능우의 어머니 집에서 아이를 출산한 반야는 일년 후에 신돈의 집에 가서 기거하였다. 신돈은 동지밀직 김횡이 보낸 여종 김장을 유모로 삼아 아이를 돌보게 했다.
그러나, 이러한 행각이 오히려 우왕의 정통성 논란을 가중시킨다. 신돈 관계를 우려한 공민왕이 반야와 왕자의 신변을 신돈에게 맡겼다는 사실은 틀림없이 예삿일이 아니다. 추후에 공민왕이 그러했듯이 궁내에서 은밀히 출산을 못할 이유는 사실상 찾아보기 힘들다.
반야는 신돈의 여종이었고 공민왕은 반야의 아이를 신돈의 아이라고 할까 봐 근심하고 고민하였다. 1371년 신돈이 역모죄로 몰려 수원부(水原府)로 유배되자 공민왕은 자신에게 아들이 있다고 백관들에게 밝히고 반야의 아들 모니노(牟尼奴)를 궁궐로 데려오라고 하였다. 공민왕은 자신이 살해당하던 달인 1374년 9월 초, 모니노가 반야의 소생이라고 하면 사람들이 모니노를 신돈의 자식이라고 의심할 것이라 염려한 공민왕은 이미 사망하고 없는 궁인 한씨를 우왕의 생모라고 말하고서 한씨의 삼대(三代) 조상과 그 여자의 외조에게 벼슬을 추증한다. 우왕 즉위 후 한씨에게는 순정왕후라는 시호가 내려진다.

### 조선조에서 자행한 왜곡
뒤에 조선조의 여러 역사책이 '신돈의 횡포'이니 '공민왕의 타락'이니 하며 두 사람의 죽음을 당연시하고 그 개혁정책을 깎아내렸는데 실은 고려조의 퇴락(頹落)을 강조해서 조선조 개창을 합리화하려는 의도였다. 또한 정도전은 공민왕의 예상대로 우왕이 신돈의 아들이라는 뜬소문을 사실이 아닌데도 사실처럼 꾸몄다.

## 같이 보기
| - 친원파 - 전민변정도감 - 노비안검법 - 신진사대부 - 성리학 - 공민왕 - 노국대장공주 - 권문세족 - 이인임 | - 명덕태후 - 이제현 - 궁예 - 보우 - 이색 - 최영 - 조민수 - 정도전 - 정몽주 | - 신해환국 - 묘청 - 신원경 - 이성계 - 반야 - 옥천사 - 지윤 |

## 참고 문헌
- 고려사
- 고려사절요
- 동사강목
- 대동운부군옥
- 조선왕조실록:태조실록

## 참고 자료
- 이 문서에는 다음커뮤니케이션(현 카카오)에서 GFDL 또는 CC-SA 라이선스로 배포한 글로벌 세계대백과사전의 〈사대부 세력의 성장〉 항목을 기초로 작성된 글이 포함되어 있습니다.
- 김창현, 신돈과 그의 시대 (도서출판 푸른역사, 2006)
- 박영규, 한권으로 읽는 고려왕조실록 (들녘, 1998)
- 임혜봉, 불교사 100장면 (가람기획, 1994년)
- 신복룡, 《한국사 새로보기》 (풀빛, 2001)
- 박은봉, 《한국사 100 장면》 (가람기획, 1994)
- 최용범, 《하룻밤에 읽는 고려사》 (중앙M&B, 2003)